# El Rosario (Michoacán)
El Ejido El Rosario es una comunidad ubicada en el estado mexicano de Michoacán de Ocampo y en el municipio de Ocampo. Se encuentra localizado dentro de la Reserva de la biosfera de la Mariposa Monarca.

## Localización y demografía

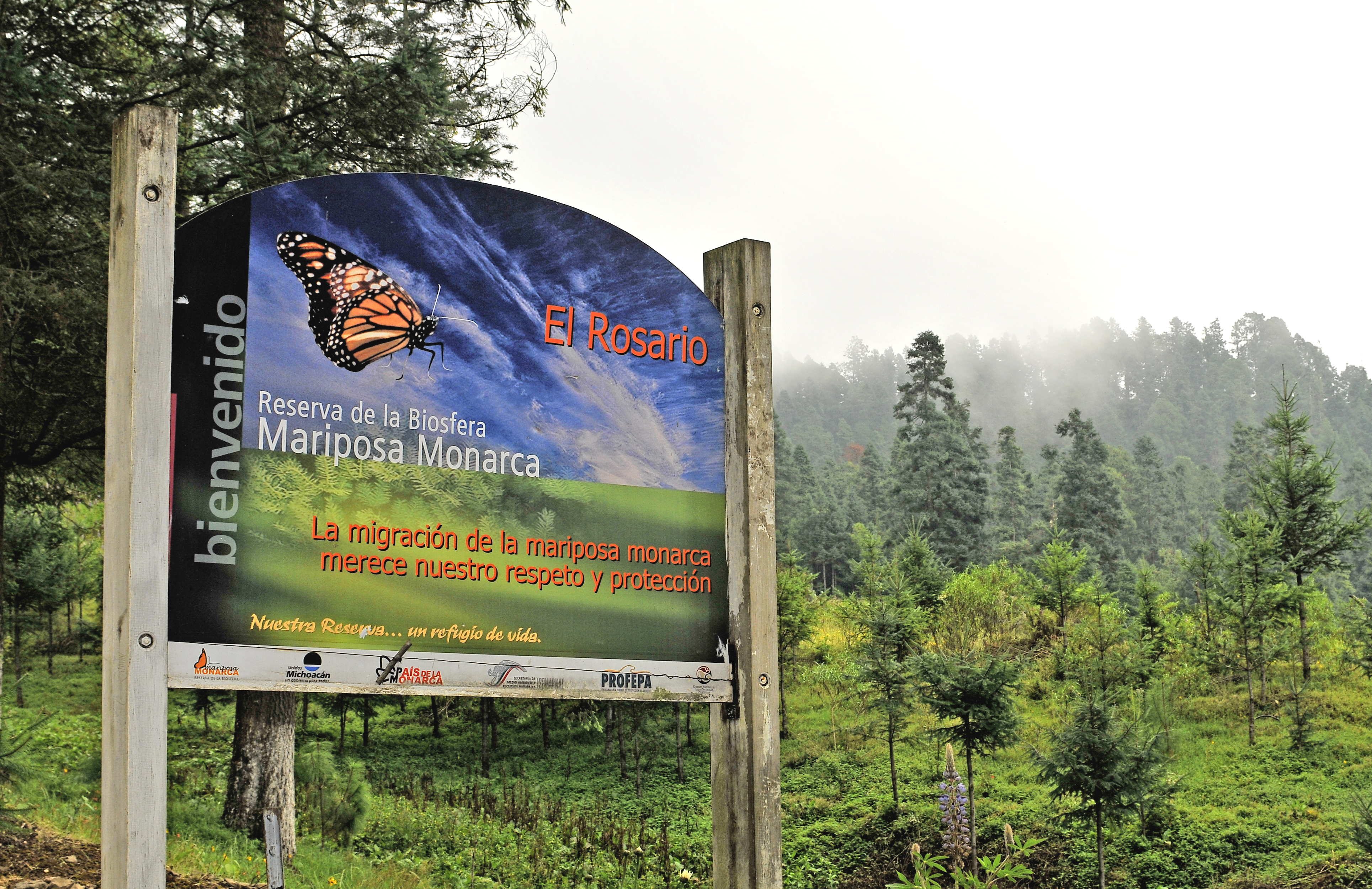
Santuario de la mariposa en El Rosario.

El Rosario está situado en las montañas del Eje Neovolcánico en el centro de México, a 2 834 metros sobre el nivel del mar, rodeado de densos bosques de Oyamel  en donde en los meses de invierno se refugian miles de mariposas monarcas que migran desde Canadá. Estas zonas son denominadas santuarios y se encuentran en las cercanías de El Rosario y en los vecinos municipios de Angangueo y Seguio; ha sido declaradas reserva de la biosfera y patrimonio de la Humanidad.
Las coordenadas geográfias de El Rosario son 19°34′29″N 100°16′36″O / 19.57472, -100.27667 y se sitúa casi en el límite de Michoacán con el estado de México, se comunica por una carretera de terracería con la cercana población del mineral de Angangueo y se ha convertido en un importante destino turístico de visitante del santuario de la Mariposa Monarca.
De acuerdo al Censo de Población y Vivienda llevado a cabo en 2010 por el Instituto Nacional de Estadística y Geografía, El Rosario tiene una población total de 1 080 habitantes, siendo 543 mujeres y 537 hombres.